# Nemognathomimus breviceps
Nemognathomimus breviceps är en skalbaggsart som beskrevs av Giesbert 1997. Nemognathomimus breviceps ingår i släktet Nemognathomimus och familjen långhorningar.
Artens utbredningsområde är Panama. Inga underarter finns listade i Catalogue of Life.